# U-335
U-335 — средняя немецкая подводная лодка типа VIIC времён Второй мировой войны.

## История
Заказ на постройку субмарины был отдан 15 августа 1940 года. Лодка была заложена 3 января 1941 года на верфи Нордзееверке в Эмдене под строительным номером 207, спущена на воду 15 октября 1941 года. Лодка вошла в строй 17 декабря 1941 года под командованием капитан-лейтенанта Ганса-Германа Пелькнера.

### Флотилии
- 17 декабря 1941 года — 31 июля 1942 года — 8-я флотилия (учебная)
- 1 августа 1942 года — 3 августа 1942 года — 6-я флотилия

### История службы
Лодка совершила один боевой поход, успехов не достигла. Потоплена 3 августа 1942 года в Северном море к северо-востоку от Фарерских островов, в районе с координатами 62°48′ с. ш. 00°12′ з. д. торпедами британской подводной лодки HMS Saracen. 43 человека погибли, 1 выживший.